# Walckenaeria afur
Walckenaeria afur là một loài nhện trong họ Linyphiidae.
Loài này thuộc chi Walckenaeria. Walckenaeria afur được Konrad Thaler miêu tả năm 1984.